# San Isidro Reynosa
San Isidro Reynosa är en ort i Mexiko.   Den ligger i kommunen Quimixtlán och delstaten Puebla, i den sydöstra delen av landet, 220 km öster om huvudstaden Mexico City. San Isidro Reynosa ligger 2 072 meter över havet och antalet invånare är 561.
Terrängen runt San Isidro Reynosa är kuperad söderut, men norrut är den bergig. Runt San Isidro Reynosa är det tätbefolkat, med 266 invånare per kvadratkilometer. Närmaste större samhälle är Huatusco de Chicuellar, 16,2 km sydost om San Isidro Reynosa. I omgivningarna runt San Isidro Reynosa växer i huvudsak blandskog.